# Bohdan Ihor Antonycz

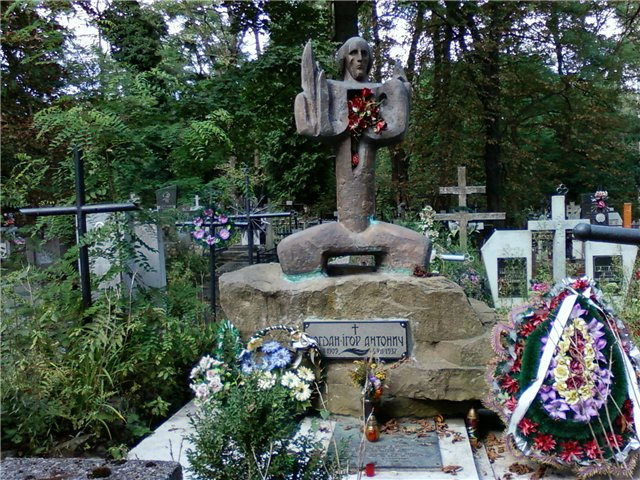
Grób Antonycza

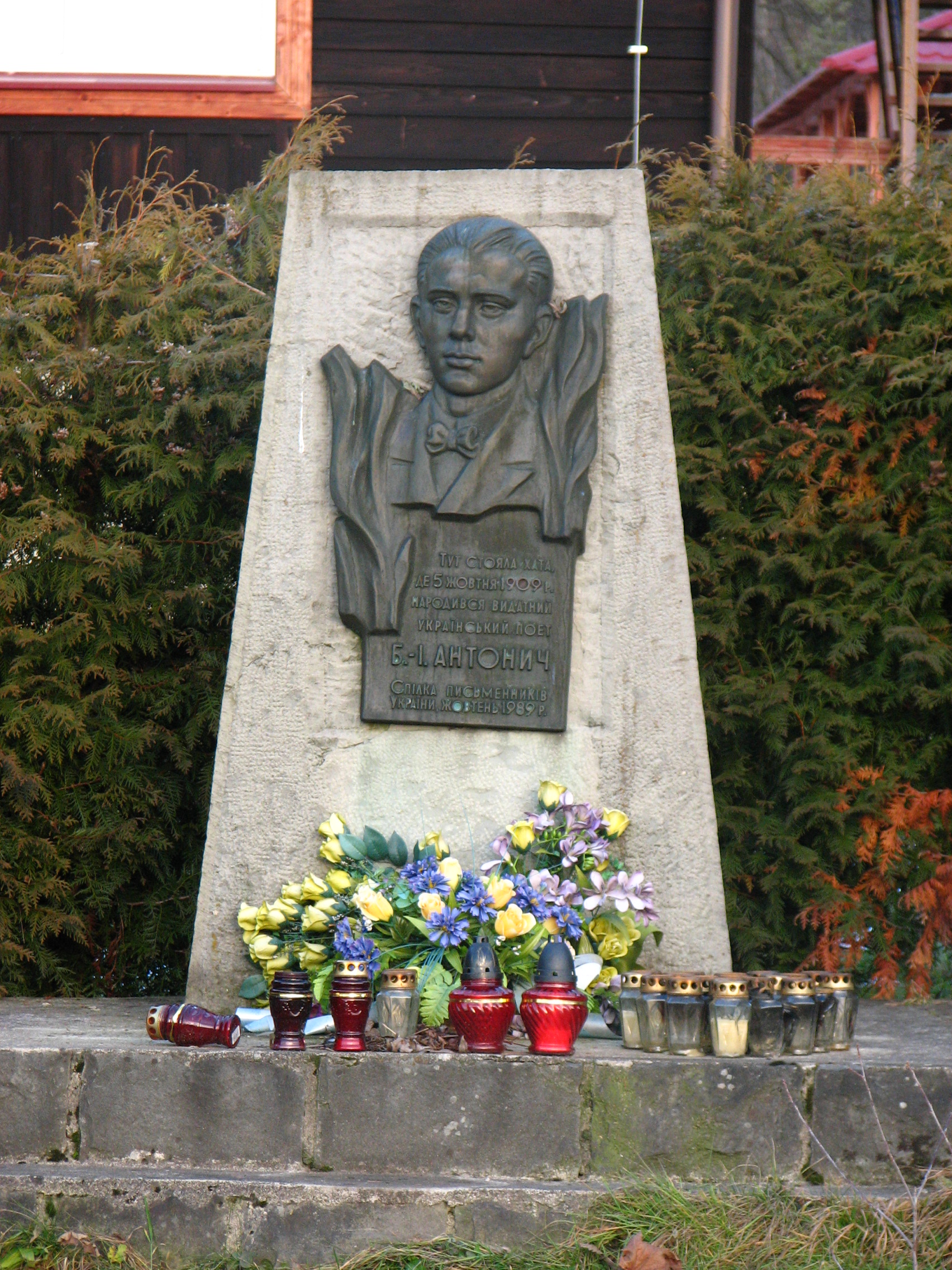
Tablica pamiątkowa Bohdana Ihora Antonycza w Nowicy

Bohdan Ihor Antonycz (ukr. Богдан-Ігор Антонич; ur. 5 października 1909 w Nowicy, zm. 6 lipca 1937 we Lwowie) – ukraiński poeta i prozaik pochodzący z Łemkowszczyzny. Ze względu na oficjalną cenzurę stał się szerzej znany dopiero w latach 60. XX w.

## Życiorys
Bohdan Antonycz urodził się 5 października 1909 w Nowicy koło Gorlic. Jego ojciec Wasyl (pol. Bazyli, 1878–1949) Kot podobnie jak dziadek Antoni Kot (†1899) byli parochami w Czerteżu, rodzina zmieniła nazwisko przed narodzinami Ihora. Podstawowe wykształcenie Antonycz zdobył w domu, pod nadzorem prywatnej nauczycielki. W 1928 zdał egzamin dojrzałości w Państwowym Gimnazjum im. Królowej Zofii w Sanoku (w jego klasie był m.in. ks. Stanisław Czerniec; w 1902 tę szkołę ukończył ojciec Bohdana Antonycza). Pisanie poezji rozpoczął jeszcze jako dziecko.
Od 1928 studiował literaturę na Wydziale Humanistycznym Uniwersytetu Jana Kazimierza we Lwowie, gdzie w 1932 uzyskał stopień magistra filozofii. Ten etap jego życia miał decydujący wpływ na rozwój jego twórczej osobowości. Bo choć Uniwersytet był polski, wielu jego studentów było Ukraińcami. Zachęcali oni młodego poetę do pisania po ukraińsku i pomagali w nauce ukraińskiego języka literackiego. Antonycz z ochotą włączył się w literackie i społeczne życie Lwowa i poznawał niuanse języka, wczytując się nie tylko w słowniki i podręczniki do nauki gramatyki, ale także w dzieła poetów Ukrainy Radzieckiej. Występował z odczytami na temat ukraińskiej i obcej literatury, robił przekłady, pisał recenzje. Na łamach prasy, pod pseudonimem Zoil, dyskutował o politycznych i społecznych problemach, publikował satyryczne felietony i parodie, w których ujawnił się jego ostry dowcip. W czasopiśmie młodych literatów ukraińskich Dażbog, którego był współredaktorem, prowadził kronikę literacką. Oprócz tego, próbował swoich sił w prozie i dramaturgii. Zostawił po sobie niedokończoną nowelę Trzy mandoliny i obszerny fragment powieści, mającej nosić tytuł Na druhomu berezi (На другому березі). Ułożył libretto do opery Dowbusz, którą napisał Antin Rudnicki.
Antonycz także malował, grał na skrzypcach i komponował muzykę. Te dziedziny sztuki, w szczególności malarstwo, silnie wpłynęły na jego pisarstwo.
Mieszkał przy ulicy Gródeckiej 18 we Lwowie.
W wieku 28 lat, w wyniku powikłań związanych z zapaleniem płuc, zmarł w jednym z lwowskich szpitali.

## Twórczość
Za życia autora ukazały się 3 jego zbiorki: Prywitannia żyttia (Привітання життя, 1931), Try persteni (Три перстені, 1934) i Knyha lewa (Книга Лева, 1936). Pośmiertnie, w 1938 roku ukazały się jeszcze: Zelena jewanhelija (Зелена Євангелія) i Rotaciji (Ротації). Antonycz wyznawał ideę niepodzielności, harmonijnej jedności człowieka i przyrody, człowieka i kosmosu. Łapczywie chłonął wszystkie barwy, tony i dźwięki otaczającego go świata. Ale nie tylko wzajemne relacje człowieka i przyrody pociągały twórcę folklorystycznych metamorfoz i poetyckich mitów. Antonycz reagował na wydarzenia społeczne, na fantastyczne, z elementami surrealizmu obrazy-symbole kapitalistycznego miasta. Szczególnie uderzające obrazy, ukazujące moralno-psychologiczną atmosferę miasta nocą i zatęchłe zakamarki dusz zostały zawarte w zbiorku Rotaciji. Bohdan Ihor Antonycz jest jaskrawą, oryginalną postacią w ukraińskiej literaturze. Poeta-nowator, bardzo utalentowany, za słowami Dmytra Pawłyczka, przedziera się przez cierniowe chaszcze ideowych manowców na szlak jednający serce artysty z sercem jego narodu. Nazywał siebie małym chrabąszczem na drzewie ukraińskiej poezji, które wrosło głęboko w szewczenkowską tradycję.

## Utwory
- Prywitannia żyttia (Привітання життя, 1931)
- Try persteni (Три перстені, 1934)
- Knyha Łewa (Книга Лева, 1936)
- Zełena Jewanhelija (Зелена Євангелія, 1938)
- Rotaciji (Ротації, 1938)
- Na druhomu berezi (На другому березі) – niedokończona powieść
- Księga Lwa (1981) – zbiór wierszy w polskim przekładzie.

## Upamiętnienie
Po agresji ZSRR na Polskę z 17 września 1939 jego archiwum zostało skonfiskowane przez NKWD, następnie zbiory te ok. 1940/1941 Hryhorij Hanulak przekazał na rzecz Lwowskiej Biblioteki Narodowej.
Poeta Janusz Szuber napisał wiersz pt. Bohdan Ihor Antonycz, wydany w tomiku poezji pt. Powiedzieć. Cokolwiek z 2011.
W Nowicy ustanowiono jego pomnik. Bohdan Ihor Antonycz został patronem IV Liceum Ogólnokształcącego w Legnicy. 21 czerwca 2014 na fasadzie budynku Gimnazjum nr 2 im. Królowej Zofii w Sanoku została odsłonięta tablica upamiętniająca trzem absolwentom gimnazjum, którymi byli literaci trzech narodowości: Ukrainiec Bohdan Ihor Antonycz (1909–1937), Żyd Kalman Segal (1917–1980) i Polak Marian Pankowski (1919–2011). Tablica została umieszczona przy wejściu do budynku i odsłonięta 21 czerwca 2014 podczas Światowego Zjazdu Sanoczan. Inskrypcja głosi: Pamięci wybitnych literatów, wychowanków Gimnazjum Męskiego im. Królowej Zofii w Sanoku w okresie międzywojennego dwudziestolecia reprezentujących trzy narodowości tworzące ówczesną społeczność naszego Miasta: Bohdana Ihora Antonycza 1909–1937, Kalmana Segala 1917–1980, Mariana Pankowskiego 1919–2011. Sanok, 21 czerwca 2014 – Światowy Zjazd Sanoczan. Ponadto przy budynku szkoły zostały zasadzone trzy dęby szypułkowe honorujące tych pisarzy, w tym drzewo nazwane „Bohdan”.
We Lwowie, 20 listopada 2016, przy wsparciu Lwowskiej Rady Miejskiej odbyło się uroczyste odsłonięcie pomnika B.I. Antonycza. Pomnik zaprojektowany został przez rzeźbiarza Włodzimierza Odrechiwskiego i architektów Denisa Belucha, Aleksandrę Libycz, Aleksandra Matuszkowa.